# FBC Ostrava

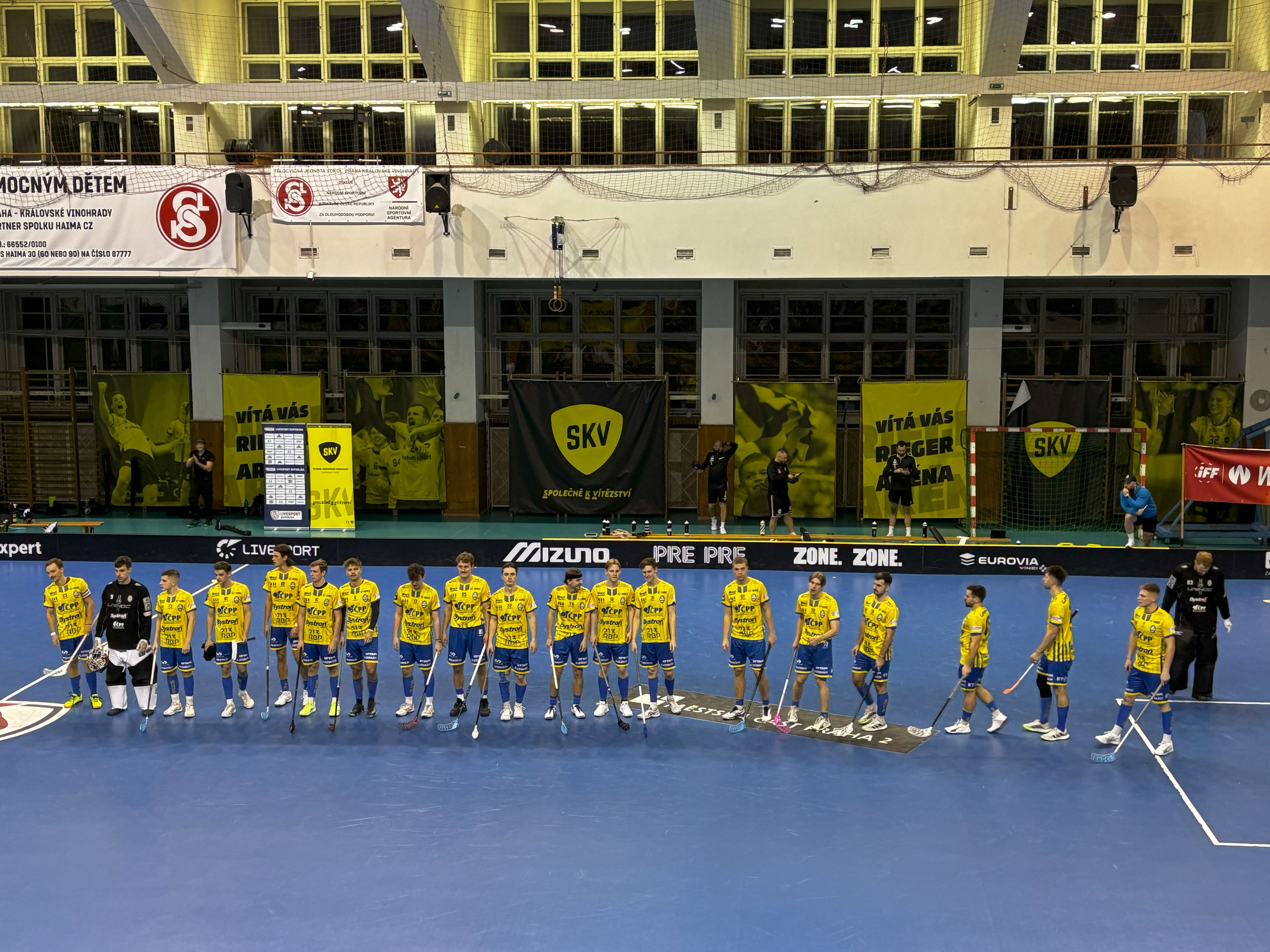
Mužský tým v sezóně 2024/2025

FBC Ostrava (podle sponzora také FBC ČPP Bystroň Group Ostrava) je český florbalový klub. Vznikl roku 1993 pod názvem Dream team Ostrava. Je tak jedním z nejstarších florbalových klubů v Česku.
Mužský tým je jedním z jen čtyř týmů, které hrají Superligu florbalu nepřetržitě od jejího založení v roce 1993. Největším úspěchem týmu je devět stříbrných medailí v sezónách 1993/1994 až 1995/1996, 1998/1999, 2002/2003 až 2005/2006, a naposledy v sezóně 2010/2011. Tým také získal třikrát Pohár Českého florbalu v letech 2002 až 2004, a je jedním ze tří českých mužských týmů, který vyhrál mezinárodní turnaj Czech Open (1998).
Ženský tým hraje Extraligu žen, ve které zvítězil v sezóně 2021/2022 jako pátý tým v historii. Na následném Poháru mistrů tým získal bronz. Ostrava hraje v nejvyšší ženské soutěži od sezóny 2013/2014 po ročním působení v 1. lize. Do nižší ligy tým dobrovolně sestoupil po pěti letech v Extralize, po sezóně 2011/2012, ve které skončil na sedmém místě, z důvodu malého počtu hráček. Část zbývajících hráček poté přešla do týmu 1. SC Vítkovice. V ročníku 2018 tým získal Pohár Českého florbalu. Ženský tým FBC vznikl sloučením s oddílem UHC Ostrava.
Juniorský tým má tři mistrovské tituly ze sezón 2002/2003, 2012/2013 a 2013/2014.
Klubovými barvami jsou modrá a žlutá.

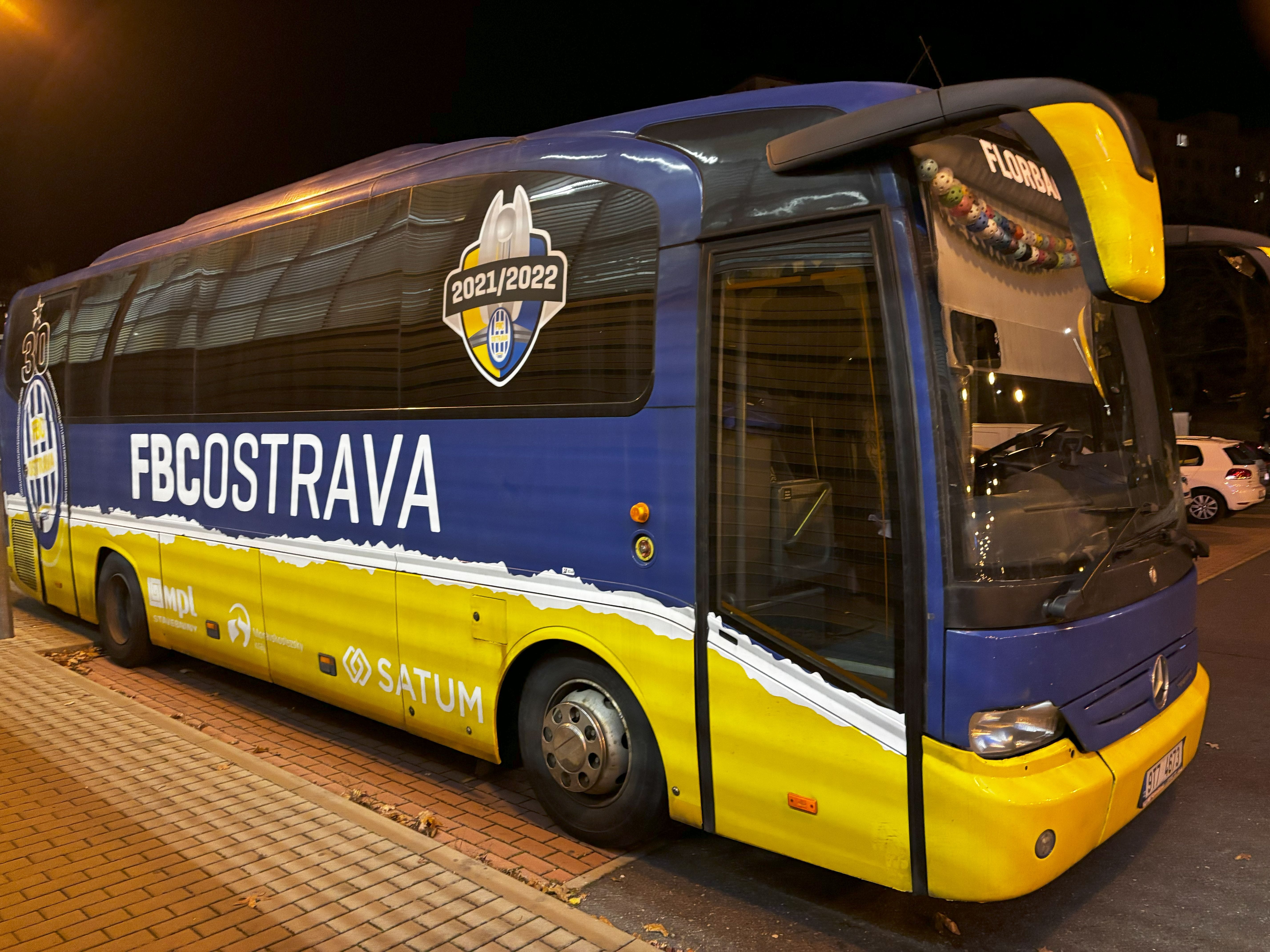
Klubový autobus

## Název
Prvotní název byl Dream team Ostrava, který nesl klub při vstupu do teprve vznikající 1. ligy. Před začátkem sezóny 1996/1997 se název změnil na FBC Ostrava. Podle sponzorů se v pozdějších sezónách název změnil na FBC Pepino Ostrava (2000 až 2008/2009), FBC BiX Ostrava (2009/2010), FBC Remedicum Ostrava (2010/2011), FBC ČPP Remedicum Ostrava (2011/2012 až 2012/2013), FBC ČPP Software Ostrava (2013/2014), FBC ČPP Ostrava (2019/2020–2020/2021) a FBC ČPP Bystroň Group Ostrava (2014/2015 až 2018/2019, a znovu od 2021/2022). Ženský tým měl v sezónách 2014/2015 až 2016/2017 samostatné jméno FBC ČPP BONUSIA Ostrava.

## Historie
Po spojení s týmem UHC Ostrava (dříve VSK VŠB TU Ostrava při Vysoké škole báňské), jehož většinu tvořily ženské a juniorské oddíly, získal FBC Ostrava i tyto oddíly. Mužský tým UHC se neúspěšně účastnil již kvalifikace do první sezóny nejvyšší soutěže. Hned po první sezóně, ale do nejvyšší soutěže postoupil a hrál v ní další dvě sezóny 1994/1995 až 1995/1996. Po ročním sestupu se vrátili ještě na jednu sezónu 1997/1998 pod názvem Aligator Ostrava. Ženský tým hrál nejvyšší soutěž v sezónách 1996/1997 až 
Před začátkem sezóny 2002/2003 došlo sloučení s týmem North Stars Ostrava. Mužský tým North Stars hrál nejvyšší soutěž v jejích prvních čtyřech sezónách 1993/1994 až 1996/1997 a po ročním sestupu ještě v sezóně 1998/1999. Nejlepším výsledkem týmu bylo sedmé místo v sezónách 1994/1995 a 1995/1996. Po sestupu až do sloučení s FBC hrál tým nižší soutěže, z toho 2. ligu v sezónách 1999/2000 a 2001/2002. Ženský tým North Stars hrál nejvyšší soutěž sezónách 1995/1996 a 1996/1997.
V klubu aktivně působí přes tisíc členů v osmi věkových kategoriích.

## Mužský tým

### Sezóny

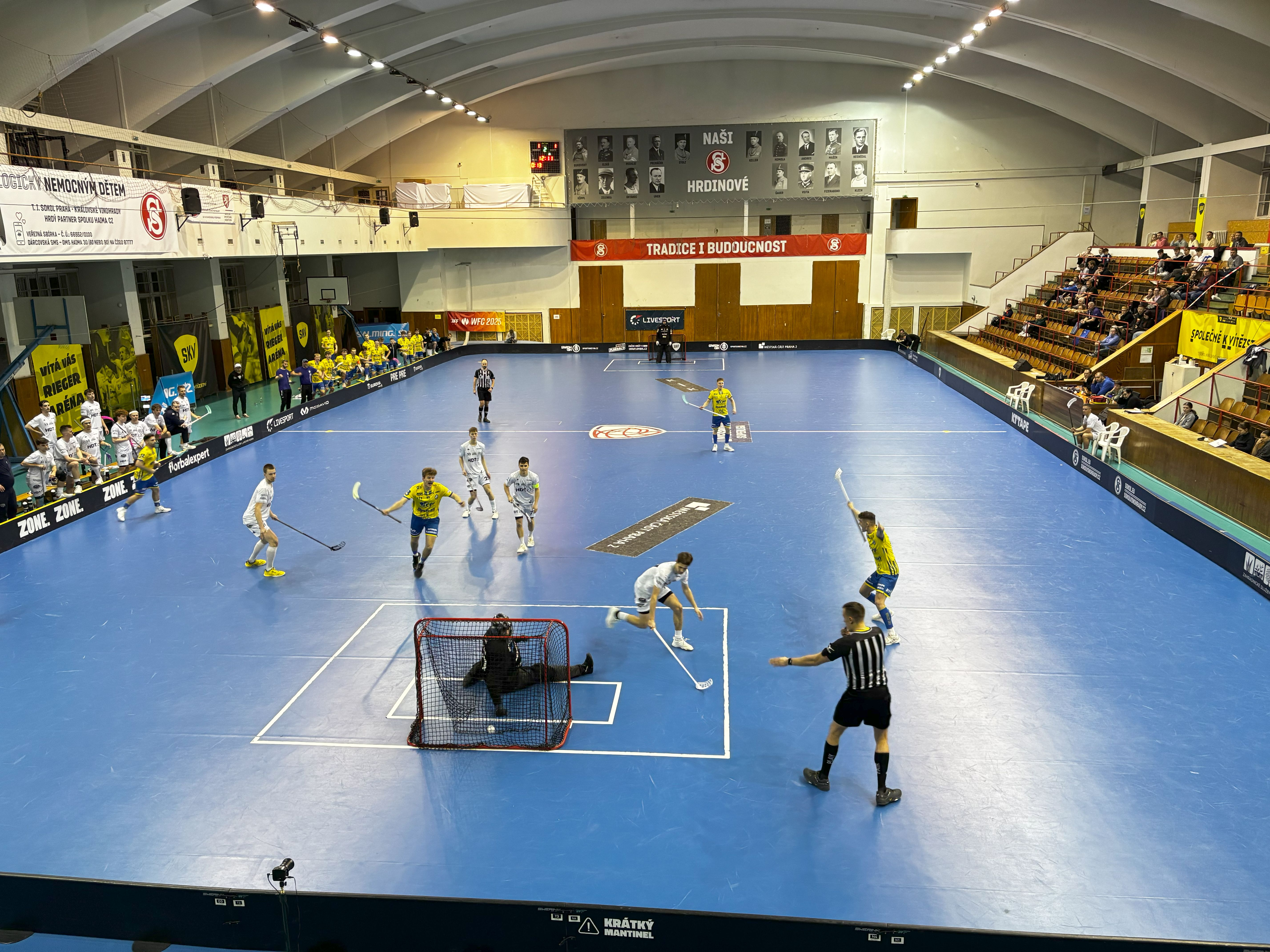
Mužský tým (ve žluto-modrém) slaví gól v zápase o udržení proti Florbal Vary v sezóně 2024/2025

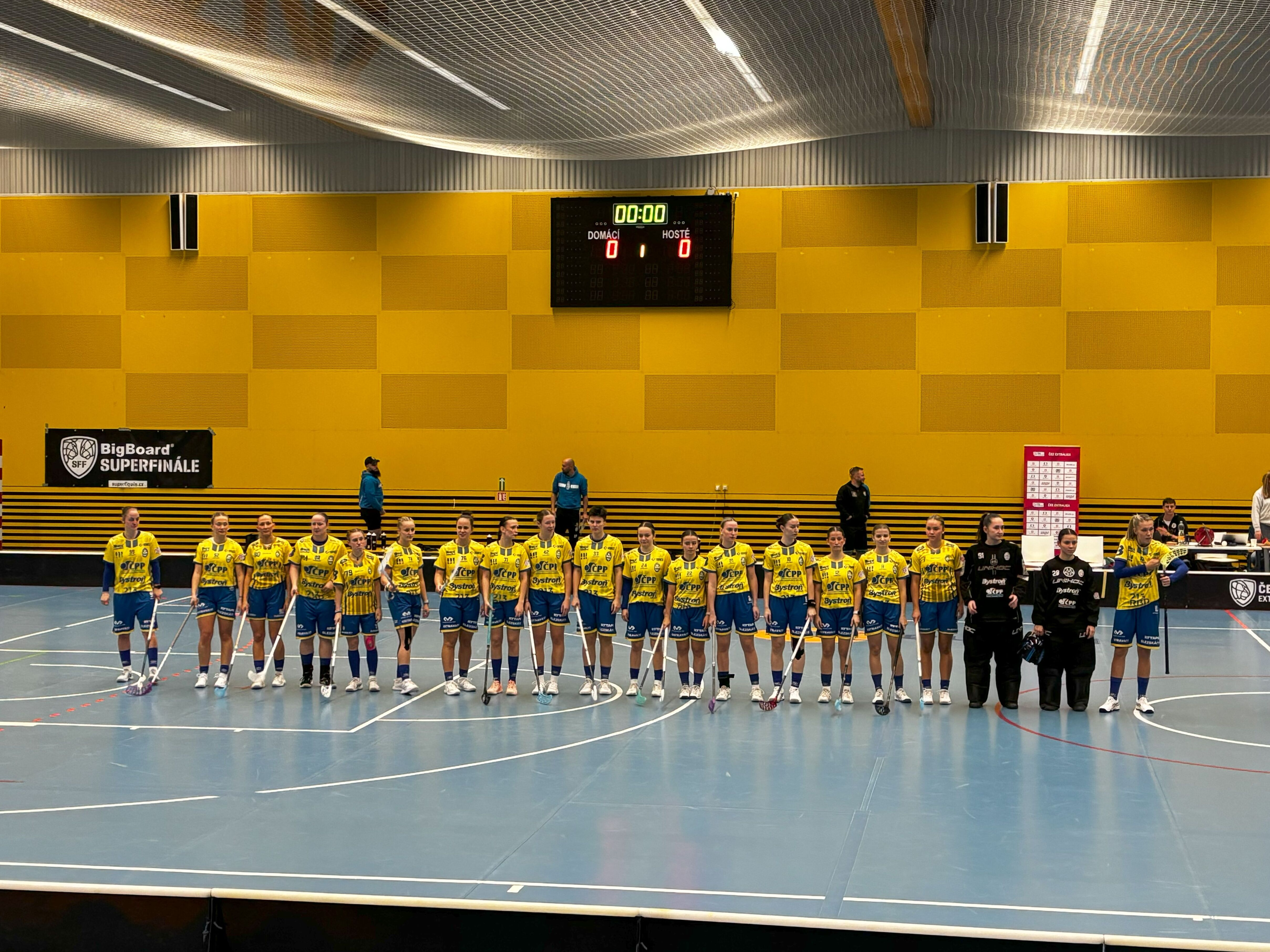
Ženský tým v sezóně 2024/2025

| Sezóna    | Úroveň | Soutěž              | Umístění | Poznámka                                                               |
| --------- | ------ | ------------------- | -------- | ---------------------------------------------------------------------- |
| 1993/1994 | 1      | 1. liga             | 2.       | Hrála se jen základní část                                             |
| 1994/1995 | 1      | 1. liga             | 2.       | Hrála se jen základní část                                             |
| 1995/1996 | 1      | 1. liga             | 2.       | Hrála se jen základní část                                             |
| 1996/1997 | 1      | 1. liga             | 4.       | Prohra v zápase o 3. místo proti Mentos VDG Praha                      |
| 1997/1998 | 1      | 1. liga             | 6.       | Vypadnutí ve čtvrtfinále play-off proti TJ Mentos Chodov               |
| 1998/1999 | 1      | 1. liga             | 2.       | Vicemistr po prohře ve finále play-off proti Tatran Střešovice         |
| 1999/2000 | 1      | 1. liga             | 3.       | Výhra v zápase o 3. místo proti TJ Mentos Chodov                       |
| 2000/2001 | 1      | 1. liga             | 6.       | Vypadnutí ve čtvrtfinále play-off proti 1. SC SSK Vítkovice            |
| 2001/2002 | 1      | 1. liga             | 3.       | Výhra v zápase o 3. místo proti 1. SC SSK Vítkovice                    |
| 2002/2003 | 1      | 1. liga             | 2.       | Vicemistr po prohře ve finále play-off proti Tatran Střešovice         |
| 2003/2004 | 1      | 1. liga             | 2.       | Vicemistr po prohře ve finále play-off proti Tatran Techtex Střešovice |
| 2004/2005 | 1      | 1. liga             | 2.       | Vicemistr po prohře ve finále play-off proti Tatran Techtex Střešovice |
| 2005/2006 | 1      | Fortuna extraliga   | 2.       | Vicemistr po prohře ve finále play-off proti Tatran Techtex Střešovice |
| 2006/2007 | 1      | Fortuna extraliga   | 3.       | Vypadnutí v semifinále play-off proti Torpedo Pegres Havířov           |
| 2007/2008 | 1      | Fortuna extraliga   | 7.       | Vypadnutí ve čtvrtfinále play-off proti FBK Sokol Mladá Boleslav       |
| 2008/2009 | 1      | Fortuna extraliga   | 6.       | Vypadnutí ve čtvrtfinále play-off proti x3m team SSK Future            |
| 2009/2010 | 1      | Fortuna extraliga   | 9.       | Výhra v 1. kole play-down proti TJ VHS Znojmo                          |
| 2010/2011 | 1      | Fortuna extraliga   | 2.       | Vicemistr po prohře ve finále play-off proti Tatran Omlux Střešovice   |
| 2011/2012 | 1      | Fortuna extraliga   | 4.       | Vypadnutí v semifinále play-off proti Tatran Omlux Střešovice          |
| 2012/2013 | 1      | AutoCont extraliga  | 7.       | Vypadnutí ve čtvrtfinále play-off proti TJ JM Pedro Perez Chodov       |
| 2013/2014 | 1      | AutoCont extraliga  | 11.      | Výhra v baráži proti FBŠ Hattrick Brno                                 |
| 2014/2015 | 1      | AutoCont extraliga  | 8.       | Vypadnutí ve čtvrtfinále play-off proti Tatran Omlux Střešovice        |
| 2015/2016 | 1      | Tipsport Superliga  | 9.       | Výhra v 1. kole play-down proti SK Bivoj Litvínov                      |
| 2016/2017 | 1      | Tipsport Superliga  | 6.       | Vypadnutí ve čtvrtfinále play-off proti Technology Florbal MB          |
| 2017/2018 | 1      | Tipsport Superliga  | 9.       | Udržení v lize                                                         |
| 2018/2019 | 1      | Tipsport Superliga  | 6.       | Vypadnutí ve čtvrtfinále play-off proti FAT PIPE Florbal Chodov        |
| 2019/2020 | 1      | Superliga florbalu  | 10.      | Udržení v lize                                                         |
| 2020/2021 | 1      | Livesport Superliga | 7.       | Vypadnutí ve čtvrtfinále play-off proti 1. SC TEMPISH Vítkovice        |
| 2021/2022 | 1      | Livesport Superliga | 9.       | Vypadnutí v předkole play-off proti FBC Liberec                        |
| 2022/2023 | 1      | Livesport Superliga | 9.       | Vypadnutí v předkole play-off proti TJ Sokol Královské Vinohrady       |
| 2023/2024 | 1      | Livesport Superliga | 9.       | Vypadnutí v osmifinále play-off proti FBC 4CLEAN Česká Lípa            |
| 2024/2025 | 1      | Livesport Superliga | 12.      | Výhra v 1. kole play-down proti Florbal Vary                           |

### Známí bývalí hráči
- Radim Cepek (1993–1996)
- Jiří Curney (2009–2010, 2012–2013)
- Tomáš Chrápek (1999–2009)
- Martin Ostřanský (2001–2005)
- Radek Sikora (1997–2003)
- Vojtěch Skalík (2005)
- Tomáš Trnavský (1995–2000)
- Aleš Zálesný (1998–2003, 2019)

## Ženský tým

### Sezóny
| Sezóna    | Úroveň | Soutěž              | Umístění | Poznámka                                                                                                 |
| --------- | ------ | ------------------- | -------- | --- |
| 2006/2007 | 2      | 1. liga – Divize II | 1.       | Postup do vyšší ligy                                                                                     |
| 2007/2008 | 1      | Extraliga           | 8.       | Výhra v 2. kole play-down proti Bulldogs Brno                                                            |
| 2008/2009 | 1      | Extraliga           | 8.       | Výhra v 1. kole play-down proti TJ Sokol Brno Židenice                                                   |
| 2009/2010 | 1      | Extraliga           | 5.       | Udržení v lize                                                                                           |
| 2010/2011 | 1      | Extraliga           | 7.       | Vypadnutí ve čtvrtfinále play-off proti 1. SC WOOW Vítkovice                                             |
| 2011/2012 | 1      | Extraliga           | 7.       | Vypadnutí ve čtvrtfinále play-off proti 1. SC WOOW Vítkovice – Odhlášení z extraligy – sestup do 1. ligy |
| 2012/2013 | 2      | 1. liga             |          | Nejvýše umístěný tým, který měl zájem o postup                                                           |
| 2013/2014 | 1      | Extraliga           | 11.      | 1. místo v baráži                                                                                        |
| 2014/2015 | 1      | Extraliga           | 8.       | Vypadnutí ve čtvrtfinále play-off proti 1. SC Vítkovice Oxdog                                            |
| 2015/2016 | 1      | Extraliga           | 6.       | Vypadnutí ve čtvrtfinále play-off proti 1. SC Vítkovice Oxdog                                            |
| 2016/2017 | 1      | Extraliga           | 4.       | Vypadnutí v semifinále play-off proti 1. SC TEMPISH Vítkovice                                            |
| 2017/2018 | 1      | Extraliga           | 4.       | Vypadnutí v semifinále play-off proti 1. SC TEMPISH Vítkovice                                            |
| 2018/2019 | 1      | Extraliga           | 3.       | Vypadnutí v semifinále play-off proti FAT PIPE Florbal Chodov                                            |
| 2019/2020 | 1      | Extraliga           | 3.       | Sezóna ukončena po dvou vyhraných zápasech ve čtvrtfinále play-off proti Panthers Praha                  |
| 2020/2021 | 1      | Extraliga           | 3.       | Vypadnutí v semifinále play-off proti 1. SC TEMPISH Vítkovice                                            |
| 2021/2022 | 1      | Extraliga           | 1.       | Mistr po vítězství ve finále play-off proti FAT PIPE Florbal Chodov                                      |
| 2022/2023 | 1      | Extraliga           | 2.       | Vicemistr po prohře ve finále play-off proti 1. SC TEMPISH Vítkovice                                     |
| 2023/2024 | 1      | ČEZ Extraliga       | 3.       | Vypadnutí v semifinále play-off proti 1. SC TEMPISH Vítkovice                                            |
| 2024/2025 | 1      | ČEZ Extraliga       | 3.       | Vypadnutí v semifinále play-off proti 1. SC TEMPISH Vítkovice                                            |

### Známé současné hráčky
- Pavlína Bačová (2020–)
- Paulína Hudáková  (2017–)

### Známé bývalé hráčky
- Romana Kiecková (2010–2011, 2013–2015)
- Lenka Kubíčková (2011–2012)
- Zuzana Macurová (2000–2003, VSK VŠB-TU Ostrava)
- Michaela Mlejnková (2019–2023)
- Kamila Paloncyová (2010–2012)
- Denisa Ratajová (2010–2012)
- Ivana Šupáková (2011–2012)

### Sezóny týmu VSK VŠB-TU Ostrava/UHC Ostrava
| Sezóna    | Úroveň | Soutěž  | Umístění | Poznámka                                                        |
| --------- | ------ | ------- | -------- | --------------------------------------------------------------- |
| 1996/1997 | 1      | 1. liga | 10.      | Hrála se jen základní část                                      |
| 1997/1998 | 1      | 1. liga | 7.       | Hrála se jen základní část                                      |
| 1998/1999 | 1      | 1. liga | 7.       | Hrála se jen základní část                                      |
| 1999/2000 | 1      | 1. liga | 7.       | Udržení v lize                                                  |
| 2000/2001 | 1      | 1. liga | 8.       | Udržení v lize                                                  |
| 2001/2002 | 1      | 1. liga | 6.       | Udržení v lize                                                  |
| 2002/2003 | 1      | 1. liga | 8.       | Vypadnutí ve čtvrtfinále play-off proti FBC Liberec Crazy Girls |
| 2003/2004 | 1      | 1. liga | 12.      | Poslední místo ve skupině o udržení                             |

## Aréna

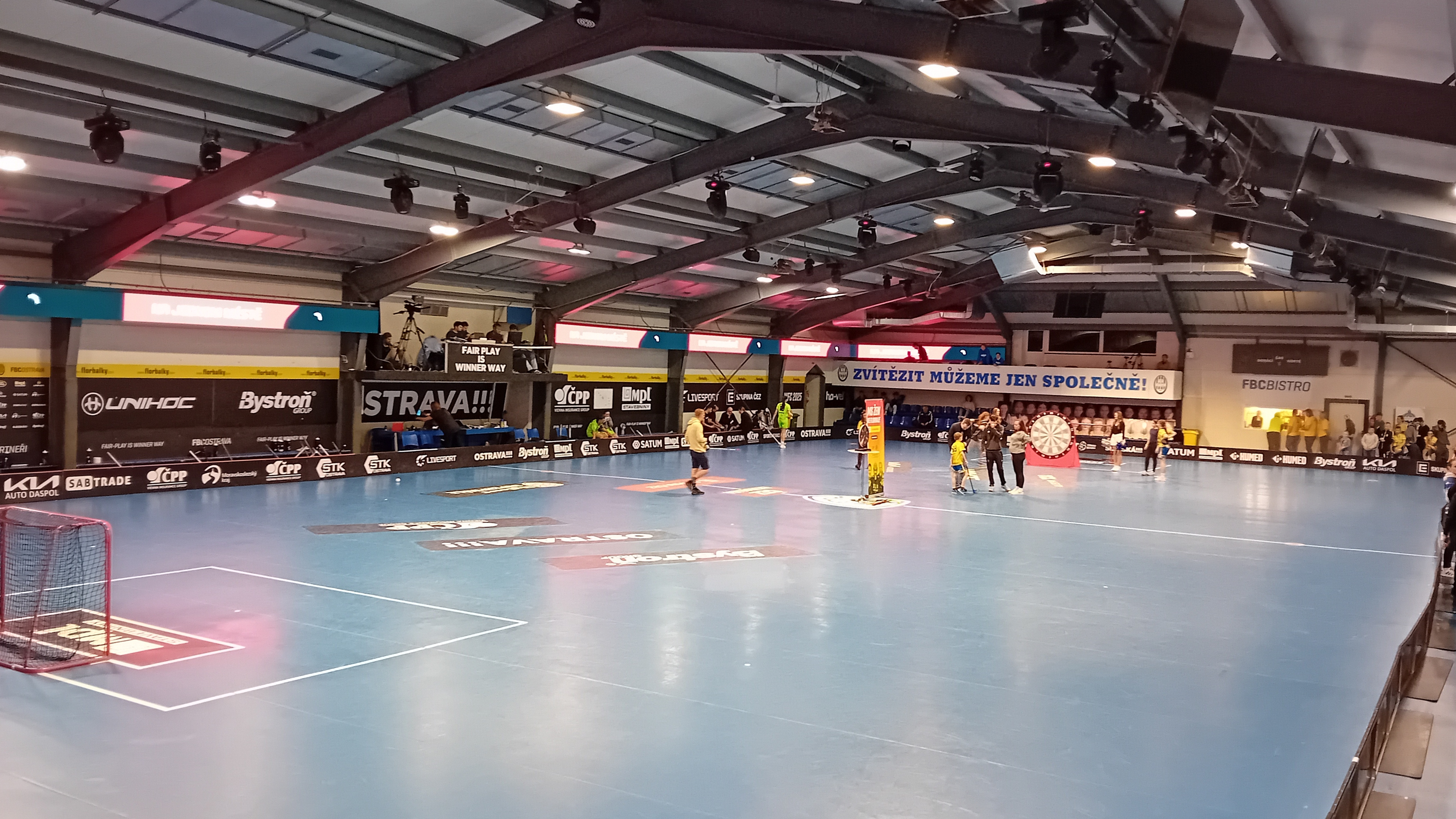
Interiér ČPP Arény

Klub hraje svá utkání v ČPP Aréna, která se nachází na Hladnovské ulici v Ostravě. Její kapacita činí téměř 500 míst k sezení.

## Známí odchovanci
- Vendula Maroszová